# Паскоит
Паскоит — минерал, ванадат кальция с химической формулой Ca3V10O28·17 H2O красно-оранжевого или жёлтого цвета. Впервые он был обнаружен в провинции Паско в Перу, в честь чего и получил своё название, когда был описан в 1914 году.

## Описание
Цвет красно-оранжевый, оранжево-жёлтый, или грязно-жёлтый; последний проявляется, когда минерал частично гидролизован. Он образуется при кристаллизации на породах горных туннелей или как продукт выщелачивания водой окиси ванадия. Образования паскоита иногда находят в местах скопления карнотита.
Паскоит легко плавится, образуя жидкость насыщенно красного цвета.

## Месторождения
Находки паскоита были сделаны в Аргентине, Чехии, Италии, Перу, Великобритании и США. Некоторые из проявлений паскоита связаны с месторождениями урановых руд.